# Povljana
Povljana je općina u Hrvatskoj. Nalazi se u Zadarskoj županiji, na južnom dijelu otoka Paga.

## Zemljopis
Povljana je smještena na uzvisini, odnosno na dodiru vapnenačkog kamenjara i plodnog polja. Proteže se na 38,57 kvadratnih kilometara. Vrlo veliki dio povljanskog prostora prekriven je poljima vinove loze. Povljana je u prošlosti bila poljoprivredno područje koje je prehranjivalo veći dio otoka Paga.

## Stanovništvo
Prema popisu stanovništa iz 2011. godine općina Povljana imala je 759 stanovnika.
Prema popisu stanovništa iz 2021. godine općina Povljana ima 680 stanovnika.
| broj stanovnika | 132   | 322   | 207   | 185   | 176   | 236   | 236   | 405   | 635   | 698   | 746   | 693   | 655   | 678   | 713   | 759   | 669   |
|                 | 1857. | 1869. | 1880. | 1890. | 1900. | 1910. | 1921. | 1931. | 1948. | 1953. | 1961. | 1971. | 1981. | 1991. | 2001. | 2011. | 2021. |

| broj stanovnika | 132   | 322   | 207   | 185   | 176   | 236   | 236   | 405   | 635   | 698   | 746   | 693   | 655   | 678   | 713   | 759   | 669   |
|                 | 1857. | 1869. | 1880. | 1890. | 1900. | 1910. | 1921. | 1931. | 1948. | 1953. | 1961. | 1971. | 1981. | 1991. | 2001. | 2011. | 2021. |

## Povijest
Na području Općine Povljana na otoku Pagu razvija se život još od prapovijesnih vremena. Najstariji pronađeni predmet je jedan dio kamene sjekire iz bakreno-kamenog doba (eneolitik).
Liburni ali i Rimljani ostavili su vrlo značajne tragove u prošlosti otoka Paga. Brojni su dokazi za to, a pogotovo na području Povljane.
Sam naziv mjesta Povljane nastalo je od Pauliniana, ali pomoću latinskog sufiksa – ana, od rimskog imena Paulus. Hrvati vrlo rano na tom području počinju osnivati svoja naselja. O njihovoj prisutnosti na području Povljane svjedoči i nekoliko srednjovjekovnih groblja (Stara Povljana, Grušna, Belotine ograde i Gomilica) i crkava. Ime Povljana (odnosi se na Staru Povljanu) u prošlosti se spominje tokom gradnje crkve Sv. Martina, točnije 13. veljače 1345. godine. Kasnije se još spominje 1452. i 1492. godine, iako je naselje mnogo starije. U uvali Stara Povljana do 17. stoljeća nalazilo se je selo koje je nosilo ime - Povljana. Od trenutka kada su ga stanovnici napustili zove se Stara Povljana. Njezino stanovništvo je preseljeno u susjednu uvalu odnosno današnju Povljanu. 1750. godine u Novoj Povljani živjelo je 90, a pred kraj 19. stoljeća 182 stanovnika. Pošto su paški plemići bili vlasnici Povljanskih posjeda (do kraja 1. svjetskog rata), mnogobrojni težaci iz grada Paga odlazili su obrađivati plodna polja u Povljani. Kako je bilo daleko svakog dana putovati iz Paga u Povljanu i obrnuto, ti Pažani trajno su se nastanili u Povljani. O tome svjedoči usmena predaja i prezimena koja i danas postoje i u Pagu i u Povljani (Bakac, Crljenko, Orlić, Pogorilić, Rukavina, Rumora, Škoda, Tičić, Vičević).

## Prezimena
Većina današnjih prezimena Povljane potječe iz grada Paga, ali ima i iz drugih okolnih krajeva, ovo su neka od njih:
Bačić (iz Podgorja), Bakac (iz Paga; zapravo Bakač), Bakić (iz Podgorja; izumrli), Crljenko (iz Paga),, Gerković (iz Kolana, izumrli), Jurišić (iz okolice Senja), Kapović (iz Vira), Kuzmić (starinci; izumrli), Lovren (nepoznato podrijetlo), Lovrović (sa Silbe; izumrli), Milutina (s Raba, ranije Milutinić), Oguić (iz Paga; ranije Ogulić, izumrli), Orlić (iz Paga), Pavlović (iz Nina; izumrli), Petranić (s Brača, izumrli), Pogorilić (iz Paga), Rukavina (jedna grana iz Paga, a jedna s Vira), Rumora (iz Paga), Sabalić (iz Paga, izumrli), Sorić (iz Preka na Ugljanu; izumrli), Stipičić (s Brača; izumrli), Škoda (iz Paga), Tičić (iz Paga), Vičević (iz Paga), Vlajnić (iz Obrovca; izumrli), Vučković (starinci, zapravo Vušković).

## Gospodarstvo
Vrlo bogati izvori vode omogućuju lokalnom stanovništvu bavljenje poljodjelstvom (uglavnom za vlastite potrebe, a to su povrće i vinogradarstvo). Uz poljoprivredu, stanovništvo Povljane bavi se ribarstvom i stočarstvom te u posljednje vrijeme turizmom. Razvija se lječilišni turizam na području ljekovitog blata Segal koji je bogat ljekovitim peloidom. Lokalne vlasti planiraju proglasiti park prirode Povljansko polje.U blizini se nalaze ornitološki rezervati Velo blato i Malo blato Zaštićeni dijelovi prirode u Povljani 2007. zauzimaju 327,63 ha, što je 8,56% površine općine. 
Dok ne ustanove što proglašenje cijelog Povljanskog polja parkom prirode donosi, a što oduzima, općinari su se u prvom koraku ograničili na Velo blato koje su proglasili rezervatom prirode.

## Spomenici i znamenitosti
- crkva sv. Martina
- crkva sv. Nikole
- crkva Svih Svetih
- župna crkva sv. Jurja

Zaštićenu graditeljsku baštinu u općini 2007. godine u potpunosti čine arheološka područja, koja zauzimaju 18,62 ha, što čini 0,48% općine.

## Obrazovanje
- Dječji vrtić "Povljanski tići"

- Osnovna škola "Juraj Dalmatinac Pag" - PŠ Povljana

## Kultura
- Muška klapa Povljana, osnovana 1998. godine

- Ženska klapa Kalada, osnovana 2006. godine

## Šport
- Boćarski klubovi: Povljana i Bas

## Poznate osobe
- Ante Tičić (Povljana, 18. rujna 1944.) - suvremeni hrvatski književnik

- Ante Rumora (Povljana, 3. prosinca 1944.) - glumac
- Valerio Orlić - hrv. književnik, osnivač Hrvatskoga književnog društva iz Rijeke[10]
- Boris Tičić (Zadar, 22. svibnja 1957.) - nogometaš i trener

- Šime Vičević (Zadar, 4. veljače 1986.) - profesor i novinar

## Vanjske poveznice
- Općina Povljana

- TZ Povljana  Arhivirana inačica izvorne stranice od 18. prosinca 2014. (Wayback Machine)